# Distrito electoral de Kelso (condado de Howard, Nebraska)
Kelso (en inglés: Kelso Precinct) es un distrito electoral ubicado en el condado de Howard en el estado estadounidense de Nebraska. En el Censo de 2010 tenía una población de 90 habitantes y una densidad poblacional de 1,3 personas por km².

## Geografía
Kelso se encuentra ubicado en las coordenadas 41°9′30″N 98°41′10″O / 41.15833, -98.68611. Según la Oficina del Censo de los Estados Unidos, Kelso tiene una superficie total de 69.17 km², de la cual 69.02 km² corresponden a tierra firme y (0.22%) 0.15 km² es agua.

## Demografía
Según el censo de 2010, había 90 personas residiendo en Kelso. La densidad de población era de 1,3 hab./km². De los 90 habitantes, Kelso estaba compuesto por el 100% blancos, el 0% eran afroamericanos, el 0% eran amerindios, el 0% eran asiáticos, el 0% eran isleños del Pacífico, el 0% eran de otras razas y el 0% pertenecían a dos o más razas. Del total de la población el 0% eran hispanos o latinos de cualquier raza.